# ビセンテ・サンチェス
ビセンテ・マルティン・サンチェス・ブラグンデ（Vicente Martín Sánchez Bragunde, 1979年12月7日 - ）は、ウルグアイ・モンテビデオ出身の元サッカー選手。元ウルグアイ代表である。現役時代のポジションはフォワード（ウイング、ストライカー）。
2001年にウルグアイ代表デビューし、2004年にはコパ・アメリカに出場して3位に、2007年にはコパ・アメリカに出場して4位となっている。

## 個人成績

### 代表での得点
| # | 日時           | 場所               | 相手         | スコア | 結果 | 大会                              |
| - | -------------- | ------------------ | ------------ | ------ | ---- | --------------------------------- |
| 1 | 2004年7月13日  | ピウラ             | アルゼンチン | 2-2    | 2-4  | コパ・アメリカ2004                |
| 2 | 2004年7月24日  | クスコ             | コロンビア   | 1-2    | 1-2  | コパ・アメリカ2004                |
| 3 | 2006年10月18日 | モンテビデオ       | ベネズエラ   | 1-0    | 4-0  | 親善試合                          |
| 4 | 2007年6月30日  | サン・クリストバル | ボリビア     | 0-1    | 0-1  | コパ・アメリカ2007                |
| 5 | 2007年10月13日 | モンテビデオ       | ボリビア     | 4-0    | 5-0  | 2010 FIFAワールドカップ・南米予選 |

## タイトル

### クラブ
トルーカ
- プリメーラ・ディビシオン : 2002A, 2005A
- CONCACAFチャンピオンズリーグ : 2003